# Élorn
Der Élorn (bretonisch Elorn) ist ein Küstenfluss im französischen Département Finistère, in der Region Bretagne.

## Verlauf des Flusses
Der Fluss entspringt in den Monts-d’Arrée-Bergen, etwa 2 Kilometer südlich von Commana, und mündet nach rund 56 Kilometern in der Bucht von Brest in den Atlantik. Der Fluss durchströmt in seinem Oberlauf den Speichersee Lac du Drennec, der für die Wasserversorgung von Brest von Bedeutung ist. Die von den Gezeiten stark beeinflusste Trichtermündung beginnt in Landerneau, wo die Brücke von Rohan eine weitere Schifffahrt stromaufwärts verhindert.

## Geschichte
Dieser Wasserlauf ist die Wiege der Legende des Drachen vom Élorn.

## Orte am Fluss
- Sizun
- Landivisiau
- Landerneau